# Galgupha loboprostethia
Galgupha loboprostethia är en insektsart som beskrevs av Sailer 1940. Galgupha loboprostethia ingår i släktet Galgupha och familjen glansskinnbaggar. Inga underarter finns listade i Catalogue of Life.